# Deutsche Poolbillard-Meisterschaft 2017 (Damen)
Die Deutsche Poolbillard-Meisterschaft 2017 war die 37. Austragung zur Ermittlung der nationalen Meistertitel der Damen in der Billardvariante Poolbillard. Sie wurde vom 4. bis 12. November 2017 in der Wandelhalle in Bad Wildungen im Rahmen der Deutschen Billard-Meisterschaft ausgetragen.
Es wurden die Deutschen Meisterinnen in den Disziplinen 14/1 endlos, 8-Ball, 9-Ball und 10-Ball ermittelt.

## Medaillengewinner
| Disziplin   | Gold                                   | Silber                             | Bronze                                 | Bronze                                 |
| ----------- | -------------------------------------- | ---------------------------------- | -------------------------------------- | -------------------------------------- |
| 14/1 endlos | Vivien-Kathy Schade (BC Bergedorf)     | Tina Vogelmann (BC Stuttgart 1891) | Beatrix Kustos (PSG Köln)              | Veronika Kordian (SV Motor Babelsberg) |
| 8-Ball      | Vivien-Kathy Schade (BC Queue Hamburg) | Kristina Schagan (BC Oberhausen)   | Yvonne Ullmann (BSV Playhouse FFB)     | Sandra Ortner (BC Weingarten)          |
| 9-Ball      | Kristina Schagan (BC Oberhausen)       | Ina Kaplan (BC Siegtal 89)         | Tina Vogelmann (BC Stuttgart 1891)     | Anke Liepelt (PBSG Wolfsburg)          |
| 10-Ball     | Vivien-Kathy Schade (BC Queue Hamburg) | Tina Vogelmann (BC Stuttgart 1891) | Christine Steinlage (PBG Krefeld 1976) | Nicole Mehren (VfB Neuwied)            |

## Modus
Die 32 Spielerinnen, die sich über die Landesmeisterschaften der Billard-Landesverbände qualifiziert haben, traten zunächst im Doppel-K.-o.-System gegeneinander an. Ab dem Achtelfinale wurde im K.-o.-System gespielt.